# Hubert Gardas
Hubert Gardas (Lyon, 17 de abril de 1957) é um atleta francês que competiu na esgrima, especialista na modalidade de espada. Participou nos Jogos Olímpicos de Moscovo em 1980, obtendo a medalha de ouro na prova por equipas.
Formou-se na HEC Paris.